# Tetropina fulgescens
Tetropina fulgescens är en bäcksländeart som först beskrevs av Günther Enderlein 1909.  Tetropina fulgescens ingår i släktet Tetropina och familjen jättebäcksländor. Inga underarter finns listade i Catalogue of Life.